# ناحیه گنگ، میشیگان
ناحیه گنگ (به انگلیسی: Ganges Township) یک منطقهٔ مسکونی در ایالات متحده آمریکا است که در شهرستان آلگان، میشیگان واقع شده‌است.
 ناحیه گنگ ۸۴٫۷ کیلومتر مربع مساحت و ۲٬۵۳۰ نفر جمعیت دارد و ۲۱۳ متر بالاتر از سطح دریا واقع شده‌است.